# Chlorophytum clarae
Chlorophytum clarae là một loài thực vật có hoa trong họ Măng tây. Loài này được Bjorå & Nordal mô tả khoa học đầu tiên năm 2008.